# Sabina Veit
Pour les articles homonymes, voir Veit.
Sabina Veit (née le 2 décembre 1985 à Maribor) est une athlète slovène, spécialiste du sprint. Elle mesure 1,65 m pour 55 kg.

## Carrière
Lors des Jeux méditerranéens de 2009, elle finit à la seconde place sur 200 mètres en 23 s 45. Une semaine plus tard, elle remporte la médaille d'argent sur 200 mètres à l'Universiade de 2009 en 23 s 34, devancée par l'Australienne Monique Williams et la Sud-africaine Isabel Le Roux.

## Palmarès
| Date | Compétition         | Lieu     | Résultat | Épreuve | Temps   |
| ---- | ------------------- | -------- | -------- | ------- | ------- |
| 2009 | Jeux méditerranéens | Pescara  | 2e       | 200 m   | 23 s 45 |
| 2009 | Universiade         | Belgrade | 3e       | 200 m   | 23 s 34 |

## Records
Ses meilleures performances sont :
- 100 m : 11 s 52 (2010)
- 200 m : 22 s 74 (+ 1,70 m/s) Maribor 20/07/2008
- 400m : 53 s 68 (2008).